# Банута
Банута (словен. Banuta, мађ. Bánuta) је насељено место у општини Лендава, Помурска регија, Словенија.

## Историја
До територијалне реорганизације у Словенији била је у саставу старе општине Лендава.

## Становништво
У попису становништва из 2011. године, Банута је имала 70 становника.
| Број становника према пописима | Број становника према пописима | Број становника према пописима |
| ------------------------------ | ------------------------------ | ------------------------------ |
| 1991                           | 2002                           | 2011                           |
| 92                             | 75                             | 70                             |